# Amycus (araña)
Amycus es un género de arañas araneomorfas de la familia Salticidae. Se encuentra en América Latina.   

## Lista de especies
Según The World Spider Catalog 12.5::
- Amycus amrishi Makhan, 2006
- Amycus annulatus Simon, 1900
- Amycus ectypus Simon, 1900
- Amycus equulus Simon, 1900
- Amycus flavicomis Simon, 1900
- Amycus flavolineatus C. L. Koch, 1846
- Amycus igneus (Perty, 1833)
- Amycus lycosiformis Taczanowski, 1878
- Amycus pertyi Simon, 1900
- Amycus rufifrons Simon, 1900
- Amycus spectabilis C. L. Koch, 1846